# Odprto prvenstvo Avstralije 2005
Odprto prvenstvo Avstralije 2005 je teniški turnir, ki je potekal med 17. in 30. januarjem 2005 v Melbournu.

## Moški posamično
Marat Safin :  Lleyton Hewitt, 1–6, 6–3, 6–4, 6–4

## Ženske posamično
Serena Williams :  Lindsay Davenport, 2–6, 6–3, 6–0

## Moške dvojice
Wayne Black /  Kevin Ullyett :  Bob Bryan /  Mike Bryan, 6–4, 6–4

## Ženske dvojice
Svetlana Kuznecova /  Alicia Molik :  Lindsay Davenport /  Corina Morariu, 6–3, 6–4

## Mešane dvojice
Samantha Stosur /  Scott Draper :  Liezel Huber /  Kevin Ullyett, 6–2, 2–6, [10–6]